# یواس‌اس پاسیگ (ای‌او-۸۹)
یواس‌اس پاسیگ (ای‌او-۸۹) (به انگلیسی: USS Pasig (AO-89)) یک کشتی بود که طول آن ۵۱۶ فوت ۶ اینچ (۱۵۷٫۴۳ متر) بود. این کشتی در سال ۱۹۱۷ ساخته شد.